# 西神中央站
西神中央站（日语：／ Seishin-Chūō eki */?）是一個位於日本兵庫縣神戶市西區糀台5丁目，屬於神戶市營地下鐵西神·山手線的鐵路車站。車站編號是S17。車站象徵主題是「太陽與綠」。此站是西神·山手線的終點站，也是神戶市最西端的車站。神戶市政府未來計劃將西神·山手線延伸至東播磨及西明石地區。

## 車站結構
地面2層是大堂、閘口，1层是月台，標高約90公尺的地面車站。
2台3线的地面车站，预留改造为2台4线车站的能力。
1号线是从车辆基地出库的列车用，白天2号线开往谷上，3号线开往新神户。
车辆基地的入库在2、3号线进行。

### 月台配置
| 月台    | 路線        | 目的地                 |
| ------- | ----------- | ---------------------- |
| 1、2、3 | 西神·山手線 | 三宮、新神戶、谷上方向 |

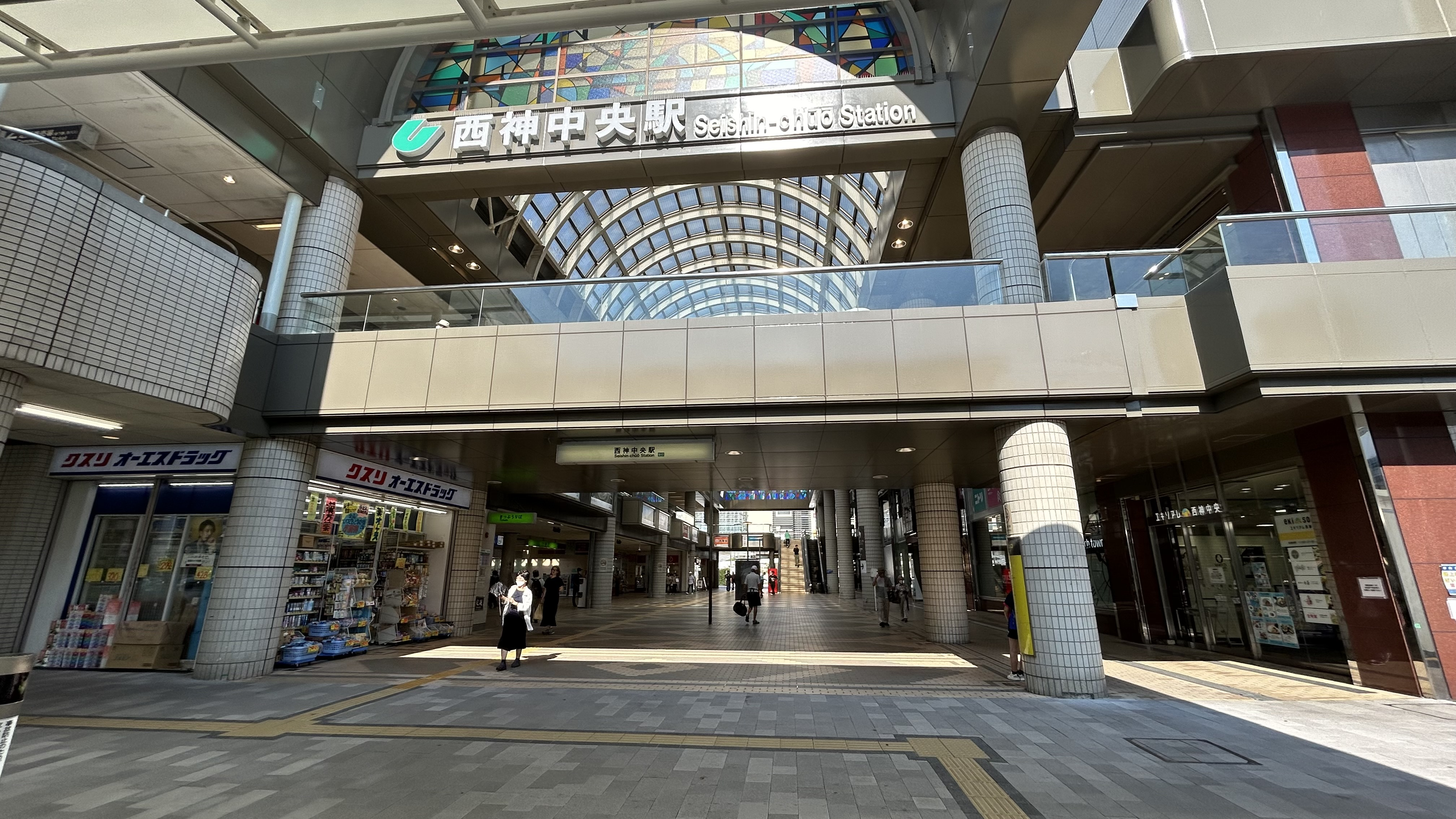
西出口
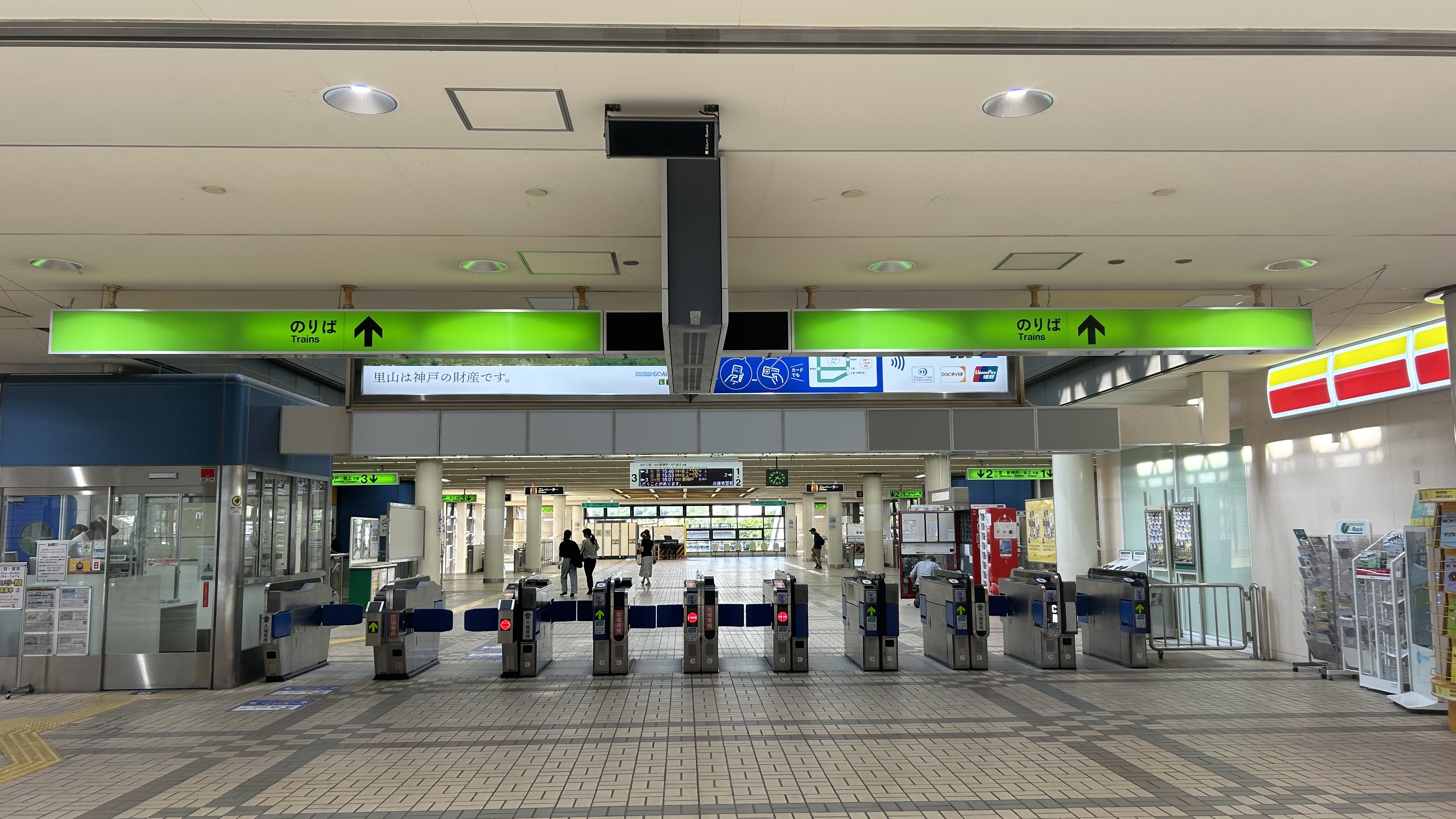
检票口
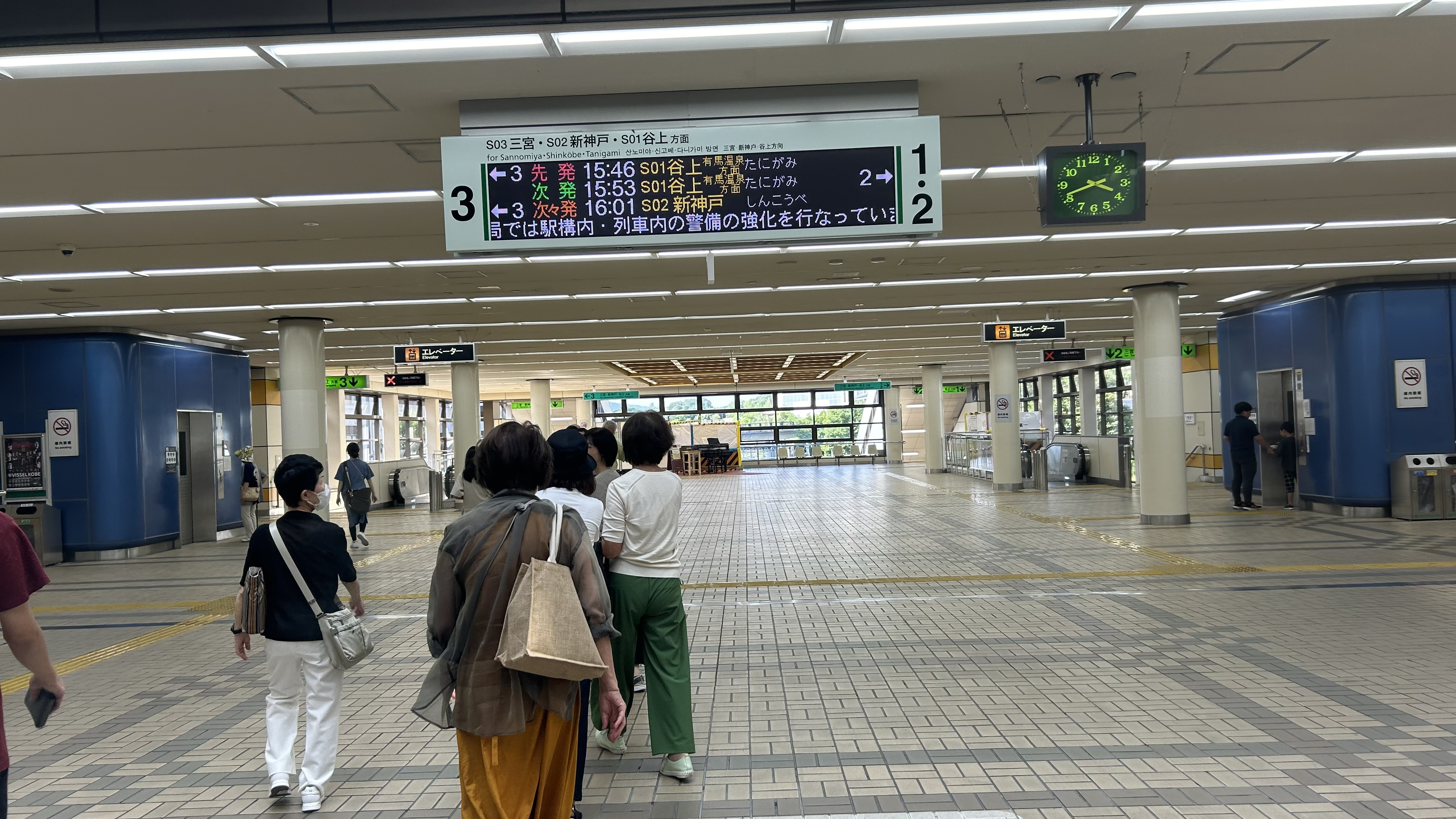
检票口内
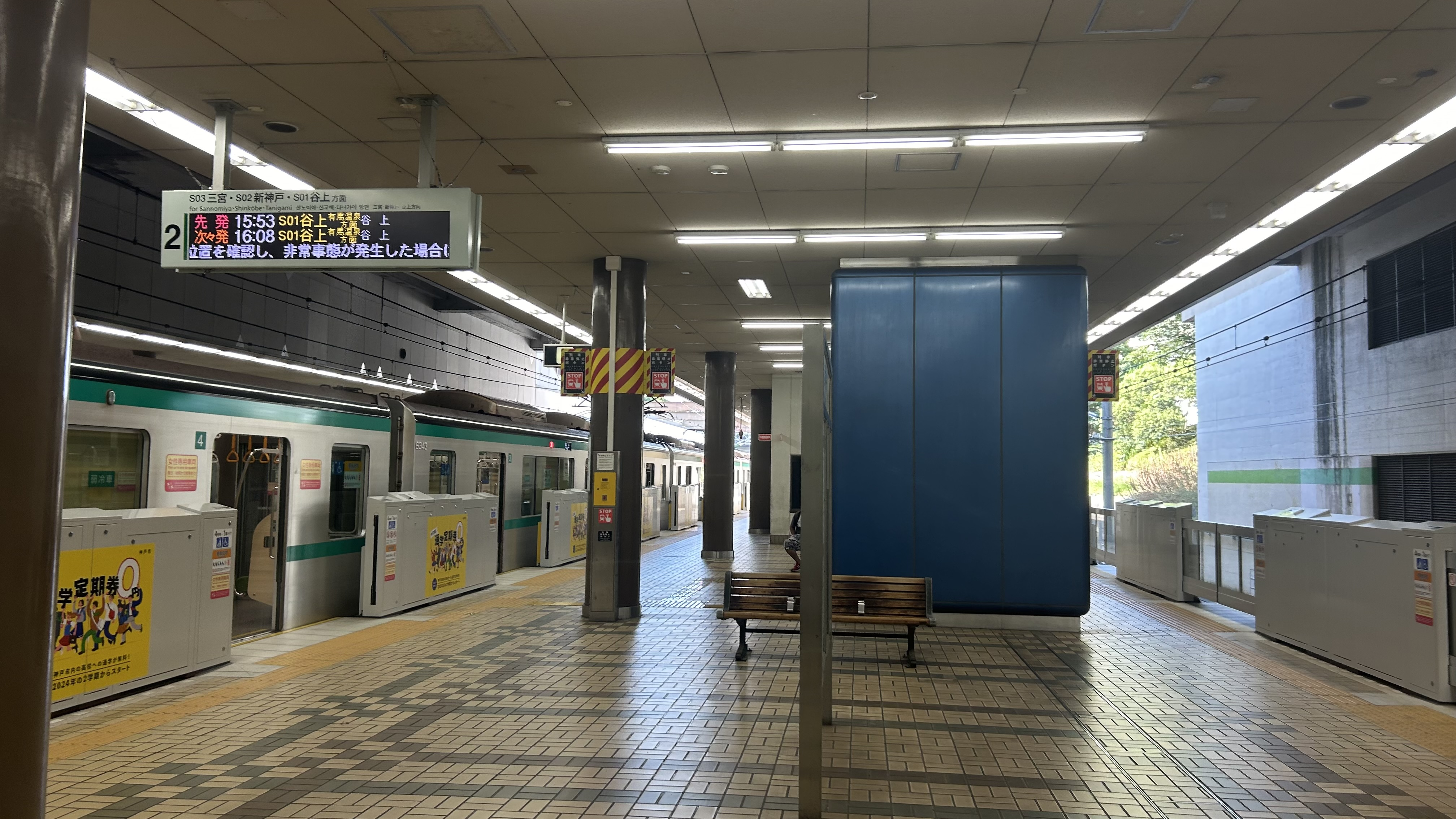
月台

## 使用情況
2016年（平成28年）度的1日平均上車人次為25,422人。西神·山手線車站次於三宮站、名谷站排行第3位。2001年度以後有漸漸減少傾向。
近年的1日平均上車人次的推移如下表。
| 年度               | 1日平均 上車人次 |
| ------------------ | ---------------- |
| 1995年（平成07年） | 28,725           |
| 1996年（平成08年） | 28,961           |
| 1997年（平成09年） | 28,991           |
| 1998年（平成10年） | 29,391           |
| 1999年（平成11年） | 28,479           |
| 2000年（平成12年） | 28,029           |
| 2001年（平成13年） | 30,391           |
| 2002年（平成14年） | 29,165           |
| 2003年（平成15年） | 29,003           |
| 2004年（平成16年） | 28,879           |
| 2005年（平成17年） | 28,797           |
| 2006年（平成18年） | 28,783           |
| 2007年（平成19年） | 28,789           |
| 2008年（平成20年） | 28,563           |
| 2009年（平成21年） | 27,657           |
| 2010年（平成22年） | 27,267           |
| 2011年（平成23年） | 26,721           |
| 2012年（平成24年） | 26,359           |
| 2013年（平成25年） | 25,742           |
| 2014年（平成26年） | 25,402           |
| 2015年（平成27年） | 25,515           |
| 2016年（平成28年） | 25,422           |

## 歷史
- 1987年（昭和62年）3月18日 - 營業開始[1]（3線中只有2線）。

## 相鄰車站
神戶市交通局（神戶市營地下鐵）
西神·山手線
西神南（S16）－西神中央（S17）

## 外部連結
- 西神中央站 （页面存档备份，存于） - 神戶市交通局